# Штадлобер, Алоис
Алоис Штадлобер (нем. Alois Stadlober; род. 11 апреля 1962, Юденбург, Штирия) — австрийский лыжник, чемпион мира 1999 года в эстафете. 
Муж призёра чемпионата мира по горнолыжному спорту 1987 года Росвиты Штайнер и отец лыжницы Терезы Штадлобер.

## Спортивная карьера
Высшим достижением Алоиса Штадлобера является победа на чемпионате мира 1999 года в Рамзау в составе эстафетной четверки, там же в Рамзау он показал лучший индивидуальный результат, заняв 2 место в гонке на 10 км.
Алоис Штадлобер участвовал в пяти Зимних Олимпийских играх с 1984 по 1998 год. Однако высоких результатов не показывал, лучший результат 8 место в гонке на 10 км на Олимпийских игр 1992 в Альбервиле.
На этапах Кубка мира — 1 подиум (3 место на дистанции 10 км) в сезоне 1998/1999.